# MC Ren
Lorenzo Jerald Patterson (Compton, Kalifornija, SAD, 14. lipnja 1969.), bolje poznat po svom umjetničkom imenu MC Ren je američki reper, tekstopisac i bivši član rap grupe N.W.A.

## Karijera
Lorenzo Jerald Patterson je rođen i odgojen u Comptonu, Kaliforniji. Pridružio se gangsta rap grupi N.W.A. (Niggaz with Attitudes). Svoj prvi album Kizz My Black Azz, izdao je uz pomoć Eazy-E-a 1992. godine. Album Shock of the Hour izdan je sljedeće godine. Album The Villain in Black izdao je 1996. godine. Album je imao dobru prodaju u vrlo kratkom periodu. Sljedeći album koji je objavio bio je Rutless for Life 1998. godine. U 2009. godini, MC Ren je objavio album pod nazivom Renincarnated. MC Ren je objavio DVD film pod nazivom Lost In The Game, 2004. godine.

## Diskografija
Samostalni albumi
- 1992: Kizz My Black Azz
- 1993: Shock of the Hour
- 1996: The Villain in Black
- 1998: Ruthless for Life
- 2009: Renincarnated

Zajedno s N.W.A
- 1988: Straight Outta Compton
- 1990: 100 Miles and Runnin'
- 1991: Niggaz4Life

Zajedno s Eazy-E
- 1988: Eazy-Duz-It (na "2 Hard Mutha's", "We Want Eazy" i "Ruthless Villain")
- 1995: Str8 off tha Streetz of Muthaphukkin Compton (na "Tha Muthaphukkin' Real")

Zajedno s The D.O.C.
- 1989: No One Can Do It Better (na "Comm. 2" i "The Grand Finalé")
- 2003: Deuce (na "The Shit")

## Vanjske poveznice
- MC Ren na Allmusicu
- MC Ren na MySpaceu